# Malmö Konsthall

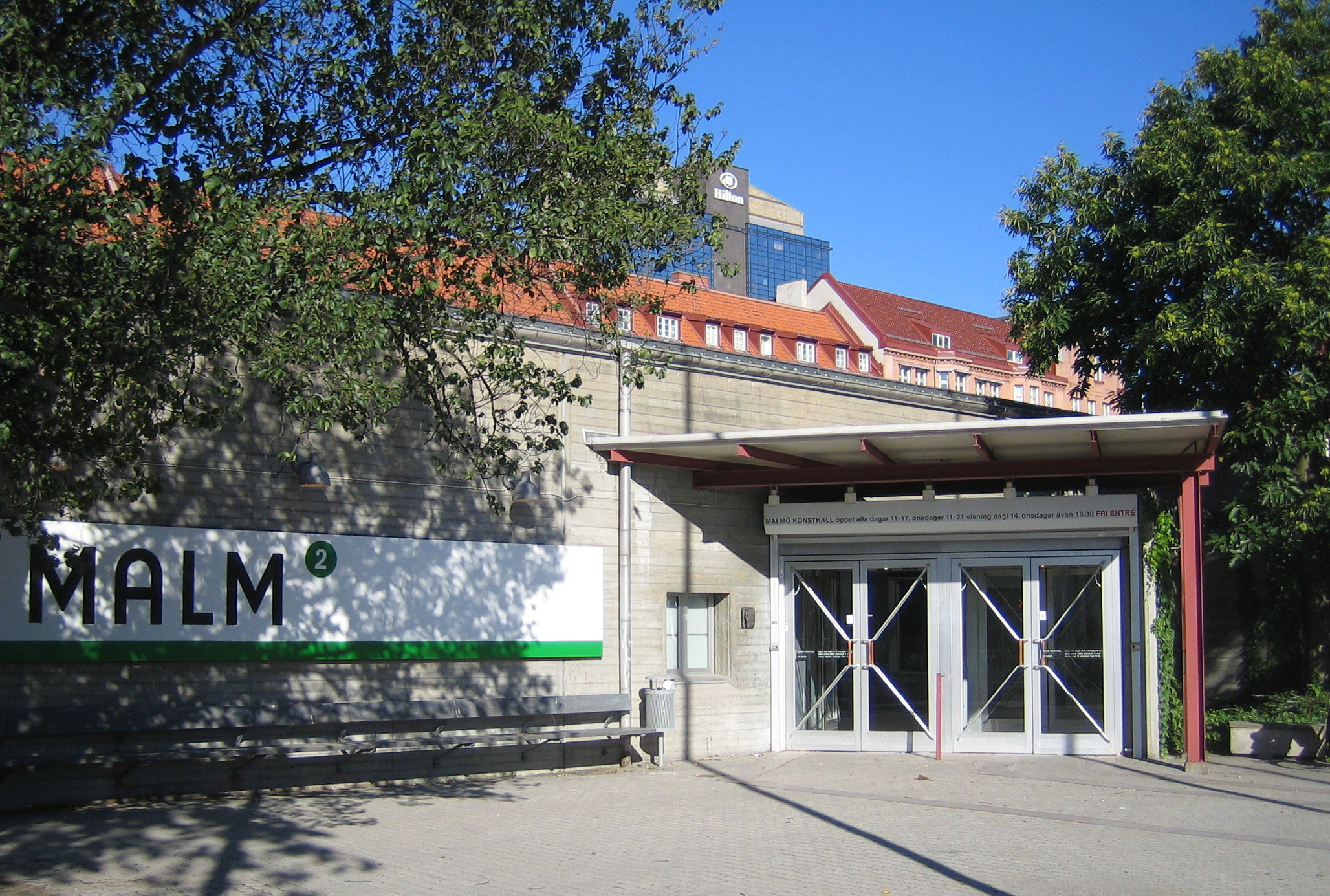
Malmö konsthall (entrée)

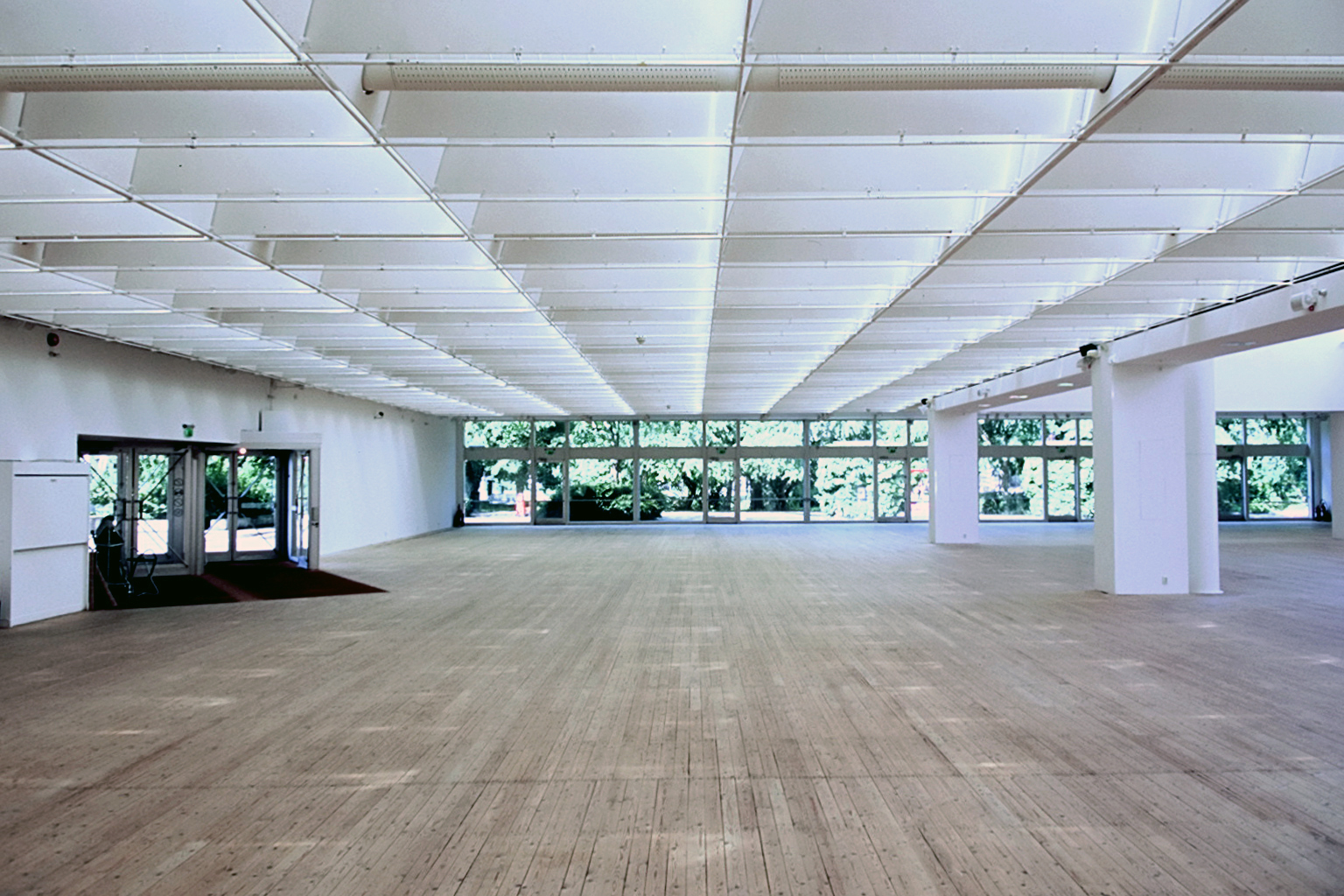
Interieur

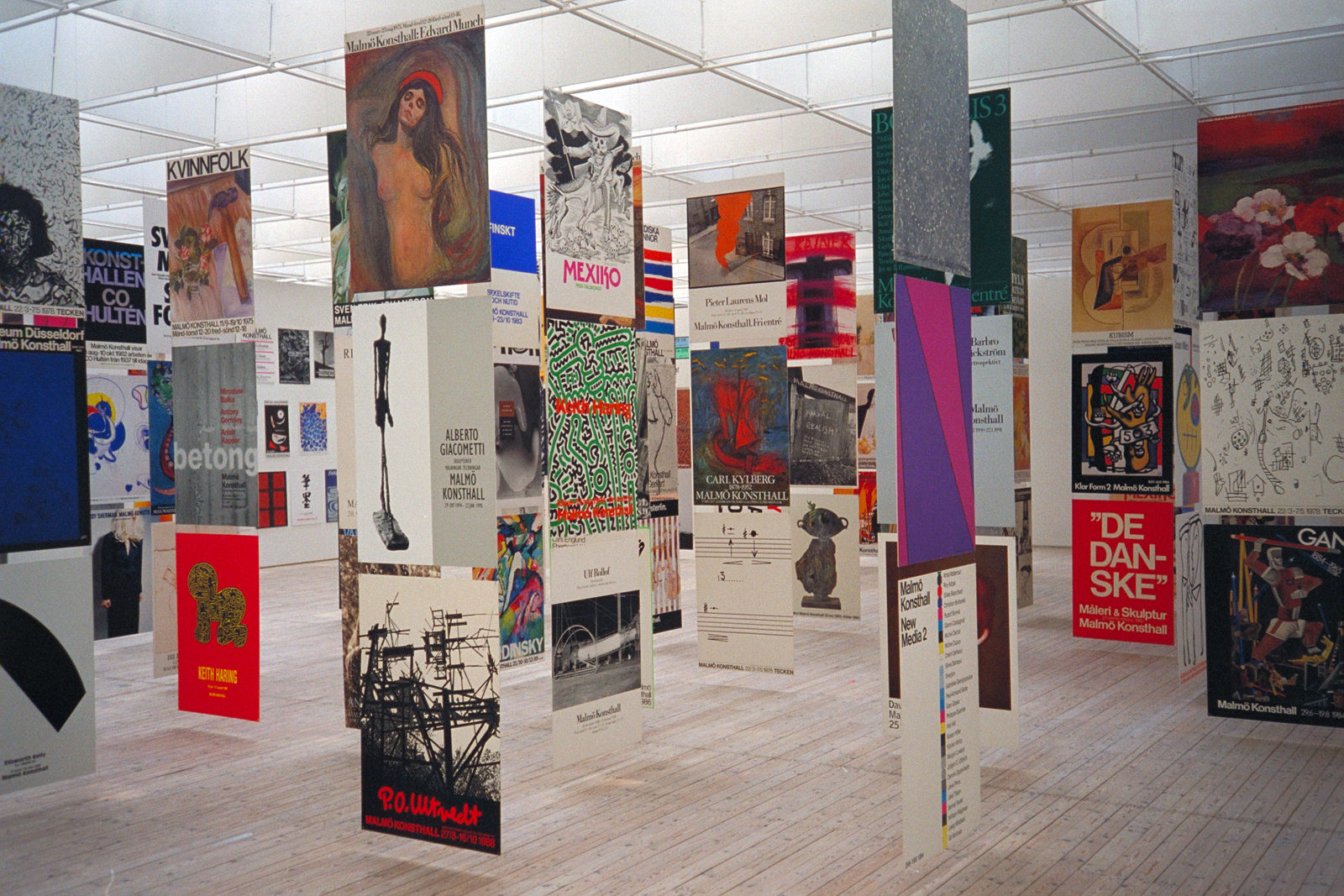
Tentoonstellingsaffiches. De 25ste verjaardag van Malmö Konsthall in 2000.

Malmö Konsthall is een kunsthal aan de St. Johannesgatan in het centrum van de Zweedse stad Malmö.
De kunsthal in Malmö werd gebouwd naar een ontwerp in beton, glas, hout en aluminium van de Zweedse architect Klas Anshelm en in 1975 voor het publiek geopend. De kunstinstelling dient voor tentoonstellingen van internationale klassiek moderne, moderne en hedendaagse kunst. De kunsthal beschikt over een eigen kunstcollectie, de Schyl Collectie, genoemd naar de schenker Jules Schyl (1983-1977).
In 1994 werd de kunsthal grondig gerenoveerd en samengevoegd met het naastgelegen Hantverkshuset, waardoor nieuwe zalen ontstonden. De kunsthal beschikt over een flexibele expositiehal, de C-Salen, voor de grote exposities, de Mellenrummet voor de kleine exposities, een ruimte voor activiteiten voor kinderen, een bookshop en een restaurant.

## Voetnoten
1. ↑  Om Malmö Konsthall, s. 1 Malmö konsthall.
2. ↑  Om Malmö Konsthall, s. 2 Malmö konsthall.